# Zivilarbeiter

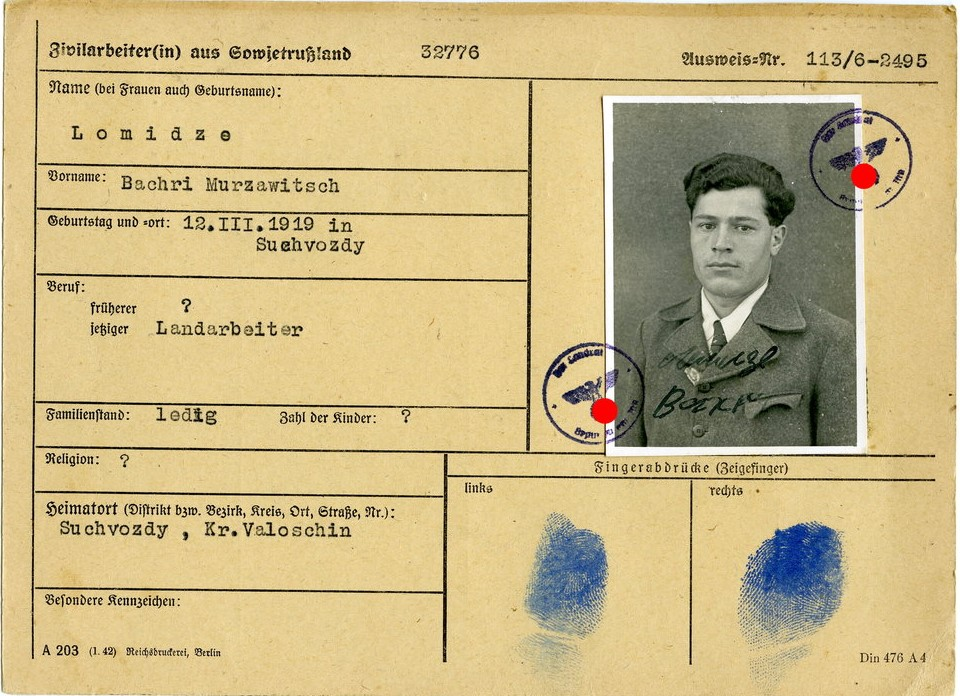
Tarjeta de identificación de un Zivilarbeiter de la Unión Soviética ocupada por los nazis.

Zivilarbeiter (en alemán: trabajadores civiles) hacía referencia principalmente a los residentes étnicos polacos del Gobierno General (la Polonia central ocupada por los nazis), utilizados durante la Segunda Guerra Mundial como trabajadores forzados en el Tercer Reich.

## Zivilarbeiterspolacos

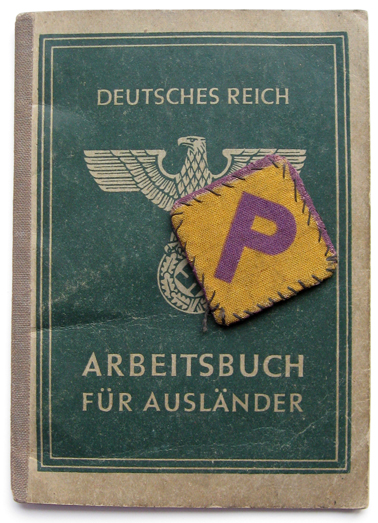
Documento de identidad de Arbeitsbuch für Ausländer (Libro de trabajo para extranjeros) emitido a un Zivilarbeiter polaco en 1942 junto con un parche con la letra "P".

Los residentes de la Polonia ocupada fueron reclutados sobre la base de los llamados decretos polacos (Polenerlasse), y estaban sujetos a una regulación discriminatoria.
En comparación con los trabajadores alemanes o extranjeros de países neutrales y aliados alemanes (Gastarbeitnehmer), los zivilarbeiters polacos recibieron salarios más bajos y no se les permitía usar las comodidades públicas (como el transporte público) o visitar muchos espacios públicos y empresas (por ejemplo, no tenían permitido asistir a los servicios de la iglesia alemana, visitar piscinas o restaurantes); tenían que trabajar más horas que los alemanes; recibían raciones de comida más pequeñas; estaban sujetos a un toque de queda; a menudo se les negaban las vacaciones y tenían que trabajar los siete días de la semana; no podía contraer matrimonio sin permiso; poseer dinero u objetos de valor. Se prohibieron bicicletas, cámaras e incluso encendedores. Se les pidió que llevaran un letrero, el "Polaco-P", pegado a su ropa.
A finales de 1939 había unos 300.000 prisioneros de Polonia trabajando en Alemania; Para el otoño de 1944, su número aumentó a unos 2,8 millones (aproximadamente el 10% de la fuerza laboral del Gobierno General). Los polacos de los territorios ocupados después de la invasión alemana de la Unión Soviética y no incluidos en el Gobierno General (ver Kresy) fueron tratados como Ostarbeiters.
La historia de los Zivilarbeiters polacos se remonta a octubre de 1939, cuando las autoridades alemanas emitieron un decreto, que introdujo un sistema de trabajo obligatorio para todos los residentes de 18 a 60 años. En diciembre de 1939, el sistema también cubría a los de 14 a 18 años, con severas sanciones para los que no respetaran las normas. Las autoridades locales llamaron a las personas que no trabajaban y las enviaron a trabajar a Alemania. Desde el Tercer Reich sufrió la escasez de trabajadores, a medida que pasaba el tiempo también enviaron a Alemania a los polacos que tenían un empleo permanente, pero que no se consideraban necesarios para la economía. También se utilizaron otros métodos, como los infames rodeos, llamados "łapanka". Los que no presentaron un certificado de empleo fueron enviados automáticamente a Alemania.

La mayoría de los zivilarbeiters polacos trabajaban en agricultura, silvicultura, jardinería, pesca, también en transporte e industria. Algunos fueron empleados como amas de casa. Ninguno firmó ningún contrato, y sus horarios de trabajo fueron determinados por los empleadores.

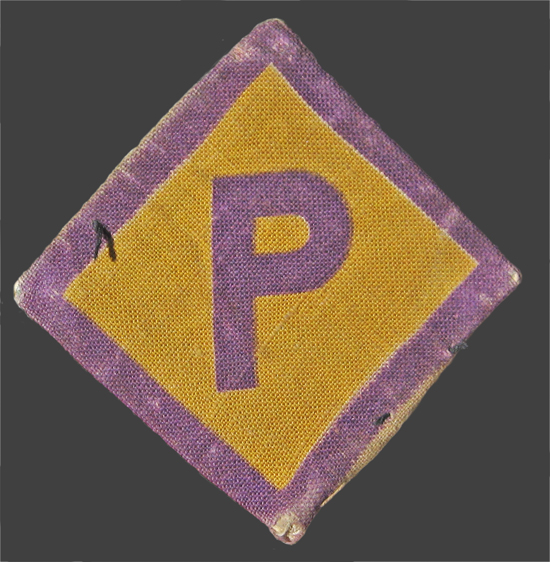
Insignia de trabajadores forzados polacos.
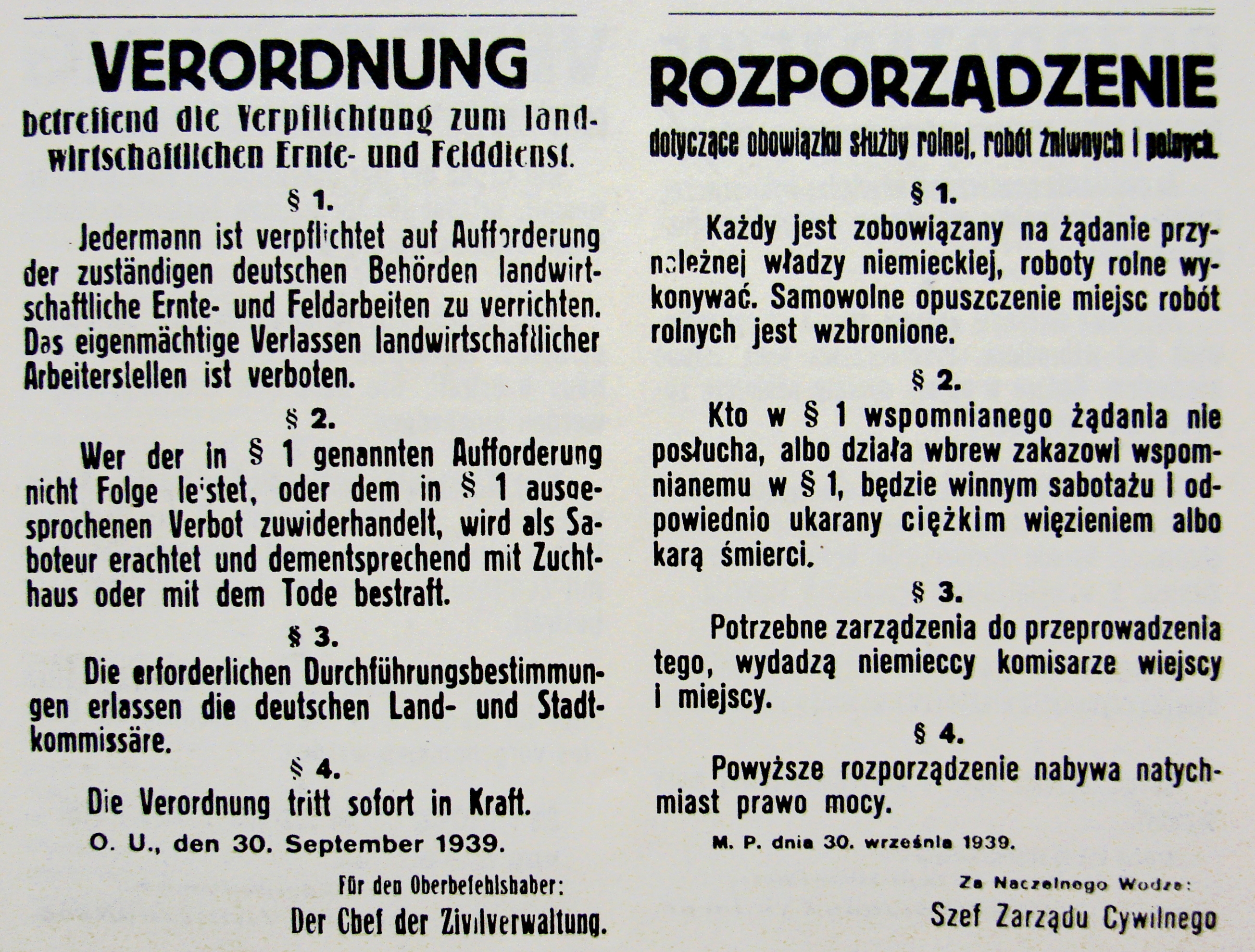
Aviso alemán del 30 de septiembre de 1939 en la Polonia ocupada con advertencia de pena de muerte por trabajos de desecho durante la cosecha.
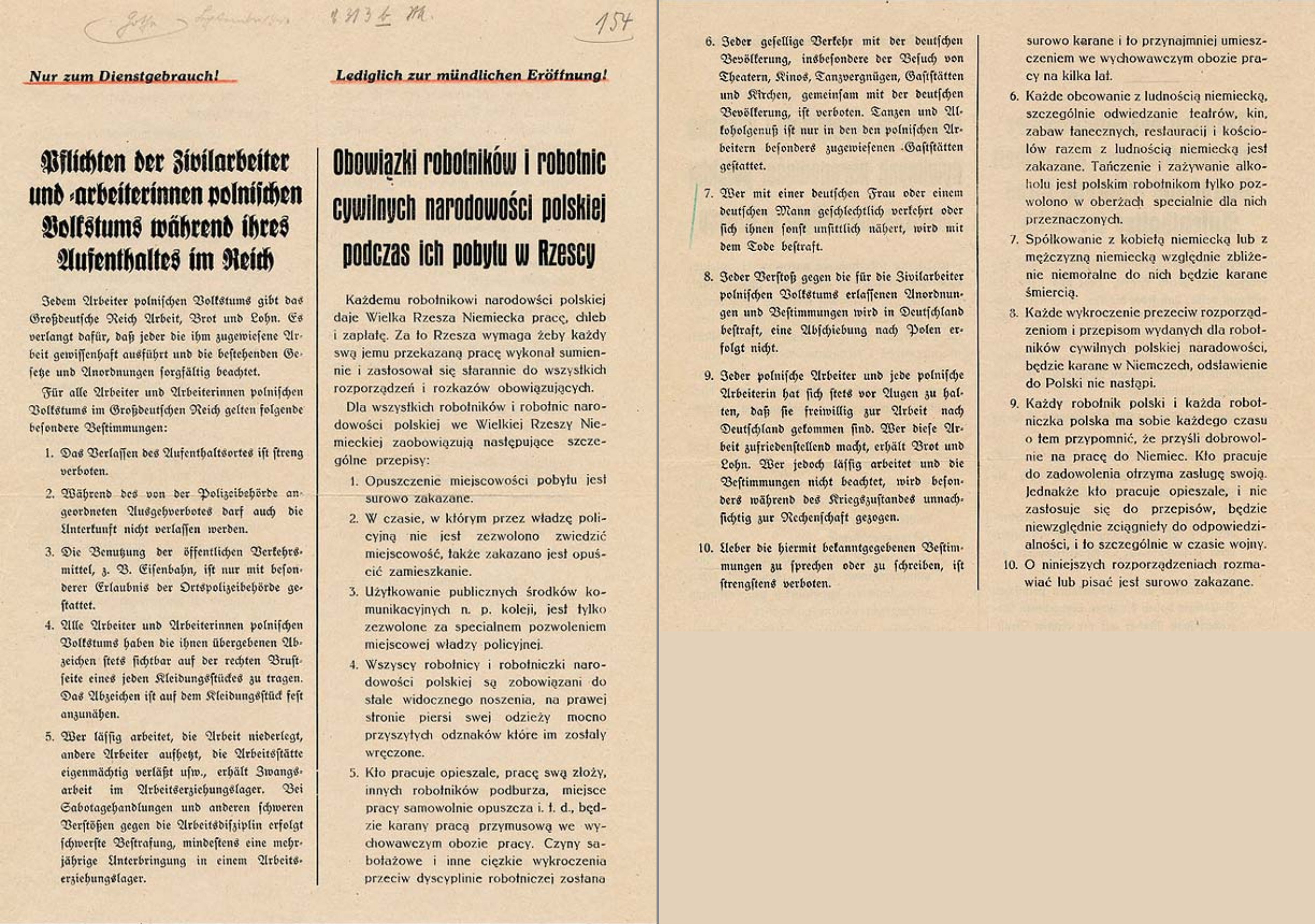
Cartel alemán y polaco que describe "Obligaciones de los trabajadores polacos en Alemania", incluida la sentencia de muerte a todos los hombres y mujeres de Polonia por tener relaciones sexuales con un alemán.